# Point of Sale ohne Zahlungsgarantie
Point of Sale ohne Zahlungsgarantie (POZ) war von 1990 bis 2006 ein Lastschriftverfahren in Deutschland, bei dem mit der EC-Karte und Unterschrift bezahlt wurde, ohne eine PIN einzugeben.

## Vorgehen
Der Kunde legte dem Händler die EC-Karte vor. Der Händler verwendete die Karte, um diese mit einer Datei gesperrter Karten zu vergleichen und die Kontodaten des Karteninhabers zu speichern. Dann erstellte er einen Lastschrift-Ausdruck, auf dem die Kontodaten, das Datum sowie der Betrag angegeben waren. Durch die anschließende Unterschrift des Kunden wurde die Bank ermächtigt, bei Nichteinlösung die Adresse des Karteninhabers an den Händler herauszugeben. Allerdings bestand in dieser Ermächtigung keine rechtliche Verpflichtung, so dass einige Banken und Sparkassen eine Auskunft über Kundendaten unter Berufung auf das Bankgeheimnis trotzdem verweigerten. Die Buchung erfolgte mit dem regelmäßigen Zahlungslauf des Händlers.
Der Vorteil für den Händler lag in den geringen Kosten im Vergleich zum Electronic Cash. Aus Händlersicht ergaben sich gleichzeitig Nachteile wegen der späteren Geldbewegung und dem Mangel einer Zahlungsgarantie, da keine Überprüfung auf Deckung erfolgte.

## Geschichte
Das POZ-Verfahren wurde 1990 eingeführt und mangels Nachfrage im Jahr 2006 eingestellt. Das Zahlen mit Karte und Unterschrift an sich wurde jedoch nicht eingestellt und wird beim Elektronischen Lastschriftverfahren (ELV) weitergenutzt.

## Vergleich mit anderen Ländern
In Österreich kommt ein ähnliches System bei Bankomatkassen ohne Anbindung an ein Rechenzentrum zum Einsatz.